# 紅旗村
紅旗村是浙江省湖州市吳興區埭溪鎮下辖的一个行政村，位於湖州市西南山區，埭溪鎮西部10公里處，東臨剛建成的老虎潭水庫，南臨國家級風景勝地莫干山，西接中國竹鄉安吉，北通梅峰。
全村現有在冊農戶751戶，總人口2940人，轄四個自然村，32個村民小組。行政區域面積15.7平方公里，擁有山林面積22932畝，（其中：毛竹14611畝，小竹1711畝），耕地面積680畝（其中水田585畝），茶、果地839畝。

## 外部連結
- 吳興區埭溪鎮紅旗村[永久]